# Richardsitas
Genre
Richardsitas est un genre de collemboles de la famille des Sminthuridae.

## Distribution
Les espèces de ce genre sont endémiques de Madagascar.

## Liste des espèces
Selon Checklist of the Collembola of the World (version du 18 août 2019) :
- Richardsitas griveaudi Betsch, 1977
- Richardsitas najtae Betsch, 1975

## Publication originale
- Betsch, 1975 : Étude des Collemboles de Madagascar, IV. - Deux nouveaux genres de Symphypléones à dimorphisme sexuel important : Parabourletiella et Richardsitas. Revue d'Écologie et de Biologie du Sol, vol. 12, no 2, p. 477-485.